# تشارلز هنري تورنر
تشارلز هنري تورنر (بالإنجليزية: Charles H. Turner)‏ هو محامي وسياسي أمريكي، ولد في 26 مايو 1861، وتوفي في 31 أغسطس 1913. حزبياً، نشط في الحزب الديمقراطي. انتخب عضو مجلس النواب الأمريكي.